# ای‌پی‌اس‌ایکس‌ای
ای‌پی‌اس‌ایکس‌ای (به انگلیسی: ePSXe) نرم‌افزار امولاتور کنسول پلی‌استیشن ۱ است. این نرم‌افزار به منظور برابرسازی عملکرد کنسول پلی‌استیشن ۱ در محیط رایانه، برای انجام بازی‌های اختصاصی کنسول در رایانه طراحی شده‌است. این نرم‌افزار نخستین بار، در ۱۴ اکتبر ۲۰۰۰ عرضه شد. پذیرش pluginهای مختلف و BIOS از ویژگی‌های دیگر این نرم‌افزار می‌باشد. این نرم‌افزارف متداول‌ترین برابرساز برای کنسول پلی‌استیشن می‌باشد. کمپانی epsxe software s.l به تازگی نسخه ویژه‌ای را برای گوشی و تبلتهای اندروید ساخته و در فروشگاه گوگل پلی ارائه کرده‌است. این مجازی ساز پلی استیشن در نسخه موبایل از تکنولوژی OpenGL HD و پردازنده‌های معماری arm و x86 اینتل به‌طور کامل پشتیبانی می‌کند.

## حداقل سیستم

### نسخه کامپیوتر
- پردازشگر: Pentium 200 MHz, recommended Pentium 3 at 1 GHz
- RAM: 256 MB RAM, recommended 512 MB RAM‏
- ویدئو کارت: ۳D capable video card with support for OpenGL, DirectX, or Glide
- سیستم عامل: Windows or Linux
- سی‌دی-رام: ۱۶x or faster (optional)

### نسخه اندروید
- - پردازنده: ARM or x86 (Intel Atom)
  - سیستم عامل: Android 2.3.3 or newer